# مقاطعة لينكون (داكوتا الجنوبية)
لينكون (بالإنجليزية: Lincoln)‏ هي إحدى مقاطعات ولاية داكوتا الجنوبية في الولايات المتحدة الأمريكية.